# Naevia
Naevia is een geslacht van schimmels behorend tot de familie Arthoniaceae. De typesoort is Naevia orbicularis. 

## Soorten
Volgens Index Fungorum bevat het geslacht twee soorten (peildatum december 2023):
| Soortnaam       | Auteur(s)                                  | Publicatiejaar |
| --------------- | ------------------------------------------ | -------------- |
| Naevia dispersa | (Schrad.) Thiyagaraja, Lücking & K.D. Hyde | 2020           |
| Naevia pinastri | (Anzi) Thiyagaraja, Lücking & K.D. Hyde    | 2020           |